# Konrad Baur

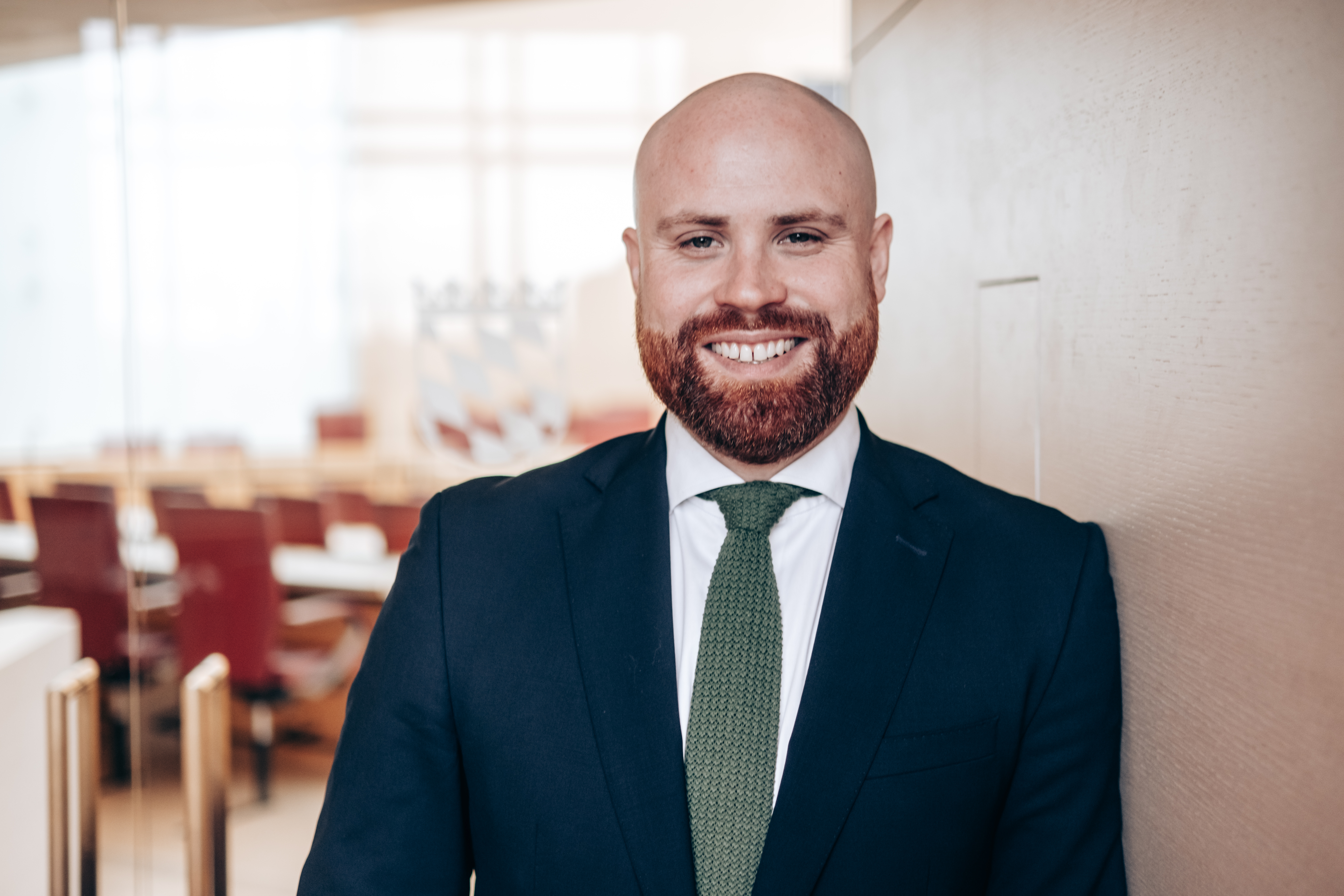
Konrad Baur im bayerischen Landtag

Konrad Michael Baur (* 12. Mai 1988 in Moosburg an der Isar) ist ein bayerischer Politiker (CSU). Seit der Landtagswahl 2023 ist er Mitglied des Bayerischen Landtags.

## Werdegang
Baur ist der Sohn eines Maschinenbauers und einer Floristin. Er verbrachte seine ersten Lebensjahre in Freising. Danach lebte er mit seiner Schwester und seinen Eltern in Traunstein. Seit März 2022 ist er mit der Gymnasiallehrerin Bernadette, geb. Altinger, verheiratet.

## Ausbildung und Beruf
Er besuchte das Chiemgau-Gymnasium in Traunstein, dort legte er sein Abitur ab. Danach begann er zunächst ein ingenieurwissenschaftliches Studium in Nürnberg und Augsburg, welches er jedoch abbrach. Bis zu seinem Einzug in den Landtag arbeitete er als Projektmanager in der Softwareentwicklung in Rosenheim. Zudem betreibt er eine Wasserkraftanlage, die Traunsteiner Walzmühle.

## Politisches Engagement
Seit 2011 ist Baur Mitglied der CSU und Jungen Union. Er ist Mitglied des CSU-Bezirks- und Kreisvorstandes. Für die Junge Union Bayern ist er Mitglied des Landesvorstandes. Bei der Landtagswahl 2023 erhielt Baur 34,3 % der Erststimmen und gewann somit das Direktmandat im Stimmkreis Traunstein. Seine Kandidatur war zwar wegen fehlender Ausbildung und nicht vollendetem Studium innerhalb der Partei nicht unumstritten, dennoch erhielt er 99 Prozent der Delegiertenstimmen. Einen Gegenkandidaten gab es nicht.
Baur ist außerdem Mitglied im Kreistag Traunstein, Mitglied im Stadtrat Traunstein (Fraktionsvorsitzender), Stadtratsreferent für Stadtentwicklung, Infrastruktur und Mobilität, Mitglied im Aufsichtsrat Stadtwerke Traunstein GmbH & Co. KG, Mitglied im Ausschuss Wohnungsbaugesellschaft Traunstein GmbH & Co. KG, Gründungsvorsitzender im Kulturförderverein Freunde des Vereinshauses Traunstein e. V., 1. Vorstand des Turnverein Traunstein 1864 e. V. und 1. Vorsitzender des Schafkopfvereins Geierfreunde Traunstein e. V.
Für die Bundestagswahl 2021 kandidierte Baur auf dem erfolgversprechenden Listenplatz 25 für die CSU, der aber nicht für eine Wahl in den Deutschen Bundestag ausreichte.